# Ceslaus Gotthard von Schaffgotsch
Ceslaus Gotthard von Schaffgotsch (* 9. November 1726 in Breslau, Fürstentum Breslau; † 17. Oktober 1781) war Generalvikar in Breslau.

## Leben
Sein Vater war der Reichsgraf Hans Anton Schaffgotsch, Erbherr auf Kynast und auf Greiffenstein sowie kaiserlicher Oberamtsdirektor in Schlesien. Ceslaus Gotthard studierte 1747–1748 in Paris und promovierte 1748 zum Doktor der Theologie in Orléans. Im selben Jahr wurde er Domkapitular und 1753 Dompropst am Breslauer Dom.
1756 wurde er von seinem Bruder, dem Breslauer Bischof Philipp Gotthard von Schaffgotsch zu dessen Generalvikar ernannt. Nachdem Breslau zu Beginn des Siebenjährigen Krieges durch die Kaiserlichen zurückerobert worden war, verließen beide Brüder am 5. Dezember 1757 die Stadt und begaben sich auf Weisung der böhmischen Landesherrin, Königin Maria Theresia, in den österreichischen Bistumsanteil. Eine Rückkehr war für Ceslaus Gotthard nicht möglich. 1763 verzichtete er auf die Breslauer Kapitelstelle.